# گویش اردکانی
گویش اردكانی از گویش های جنوب غربی ایران است که در مناطقی از شهرستان سپیدان و از جمله مرکز آن، شهر اردکان فارس گفتار میشود. یکی از گویش های اصیل‌ در استان فارس و اردکان، مرکز آن شهرستان می‌باشد که بر پایه پژوهش های زبان‌شناسی، از دست نخورده‌ترین گویش‌های جنوبی در ایران است.
نقاطی در شهرستان سپیدان که به این گویش گفتار می‌کنند عبارتند از: اردکان فارس، بهرغان، دالین، ابنو، برشنه ، خلار، خوشمکان، چشمه سفید و... افزون بر این شهرستان، جا‌ها و گویش های دیگری هم در استان فارس و بیرون از آن هستند که نزدیک به گویش اردکانی می‌باشند،، همچون : روستای دشتک در مرودشت، بخش های سه‌گانه کوهمره نودان، جروق و سرخی بخش هایی از بهبهان، روستای دیل(فارسی لهجه دیلی) در گچساران و گویش دشتی، بویژه شهر شنبه، گویش بزرگ اچمی، بستکی و... 
گویش مردم اردکان به زبان پهلوی یا زبان اولیه دری، بسیار نزدیک است. بسیاری از واژگان، هنوز به همان شکل اولیه و بی آن که هیچ تغییری در آن ایجاد شده باشد در این گویش به کار گرفته می‌شود. پراکندگی این زبان در نقاط مختلف فارس شاید نشان دهنده این باشد که زمانی زبان رایج در این منطقه بوده‌است.
اطلاعات مربوط به این گویش شامل لغات، صرف و نحو و دیگر ابعاد این گویش در کتاب فرهنگ گویش اردکان فارس در سال 1389 منتشر شد. سپس در سال 1398 ویراست دوم این کتاب توسط پژوهشگر بومی به نام محمد امیری اردکانی به چاپ رسید.

## واژگان و ساختار
این گویش از دو جهت بررسی می‌شود:

۱. از نظر واژگان متفاوت: بسیاری از کلماتی که در این گویش به کار می‌رود، کلماتی است که در ادبیات فارسی قدیم رایج بوده‌است. محمد امیری اردکانی مجموعه‌ای از این لغات را در کتاب "گویش اردکان فارس" به چاپ رسانده. برای مثال در این گویش به جای فعل "رفتن" از فعل "شدن" استفاده می‌کنند. چیزی که به وفور در ادبیات فارسی قدیم مشاهده می‌شود.

گویش اردکانی:  بروم ← بشم /besham/  ------------      برو ← بشو /bosho/

نمونه این کلمات در ادبیات قدیم فارسی: حافظ: دلبر بشد و دلشدگان را خبر نکرد (بشد به معنی برفت)----------
سعدی: بشدی و دل ببردی، به دست غم سپردی (بشدی به معنی برفتی)
۲. از نظر ساختار دستوری: در این گویش، ساختارهای دستوری ای یافت می‌شود که با زبان فارسی رایج کاملاً متفاوت است. یکی از این ساختارها شناسه فعل است. در زبان رایج فارسی، شناسه هر شخص بعد از بن ماضی یا بن مضارع آن فعل به کار می‌رود. برای مثال برای فعل "گفتن"، در ضمیر اول شخص شناسه " َم" بعد از بن ماضی "گفت" به کار می‌رود و می‌شود" گفتم".  ولی در این گویش شناسه هر شخص قبل از بن مضارع یا بن ماضی آن فعل به کار می‌رود. مثال:

گفتم ← " َم گو" /am gow/ (ُم + گو)   
       گفتی ← " ُت گو" /ot gow/ (ُت + گو)
     گفت ← " ُش گو" /osh gow/ (ُش + گو) 

من به او گفتم ← " مش گو" /mash gow/ (م + َش + گو)

## چند مثال و لغت از این گویش
| اردکانی | فارسی        | تلفظ      |
| ------- | ------------ | --------- |
| مِشاتم   | می‌توانم      | Mishatom  |
| مِشاتت   | می‌توانی      | Mishatot  |
| مشاتش   | می‌تواند      | Mishatosh |
| مومیشا  | می‌توانیم     | MooMisha  |
| تومیشا  | می‌توانید     | TooMisha  |
| شومیشا  | می‌توانند     | ShooMisha |
| مسکا    | می‌خواهم      | Meska     |
| تسکا    | می‌خواهی      | Teska     |
| شسکا    | می‌خواهد      | Sheska    |
| موسکا   | می‌خواهیم     | Moueska   |
| توسکا   | می‌خواهید     | Toueska   |
| شوسکا   | می‌خواهند     | Shoueska  |
| اوسو    | بگیر         | Osoo      |
| سیل     | نگاه کردن    | Seil      |
| چارخ    | کفش          | Charokh   |
| گرده    | نان          | Gerda     |
| جمَه     | لباس         | Jema      |
| دفت     | دختر         | doft      |
| پس      | پسر          | pos       |
| کَتَک     | صندوقچه بزرگ | katak     |
| سووَ     | نردبان       | sova      |
| هُنِه     | قرار بده     | honeh     |
| نَسِه     | قرار نده     | nase      |
| رَ       | رفت          | Ra        |